# Sitobion scabripes
Sitobion scabripes är en insektsart som beskrevs av Ghosh, L.K. 1972. Sitobion scabripes ingår i släktet Sitobion och familjen långrörsbladlöss. Inga underarter finns listade i Catalogue of Life.